# Ana Lamy
Ana Lamy é apresentadora de televisão e locutora de rádio em Portugal.
Após tirar o curso de formação para jornalistas do Cenjor fez um estágio de três meses na Rádio Renascença. Continuou depois na informação da Rádio Comercial.[ligação inativa]
A convite de Luis Montez mudou-se para as manhãs da Comercial com Pedro Ribeiro, Nuno Markl e José Carlos Malato. Com Vanda Miranda e José Carlos Malato apresentam o programa "Always On Top". Surge depois o convite para as manhãs da Antena 3.

## Programas de TV
- TMN Videoclip 99 (SIC)
- Sketches do Milénio (SIC)
- Errar é Humano (TVI)
- Top+, na RTP1 com José Carlos Malato